# Layers (Kungs)
Layers è il primo album del disc jockey Kungs, pubblicato il 4 novembre 2016.

## Tracce
1. Melody (feat. Luke Pritchard)
2. This Girl (feat. Cookin On 3 Burners)
3. Don't You Know (feat. Jamie N Commons)
4. You Remain (feat. Ritual)
5. Freedom (feat. Wolfgang)
6. When You’re Gone (feat. Grace Kelly)
7. Wild Church
8. Bangalore Streets (feat. Freia)
9. Tripping Off (feat. Lune)
10. I Feel So Bad (feat. Ephemerals)
11. Crazy Enough (feat. Richard Judge)
12. Trust (feat. Rae Morris)